# Яманэ, Митиру
Митиру Яманэ (яп. 山根ミチル Яманэ Митиру, 23 сентября 1963, Кагава) — японский композитор для видеоигр и пианистка. Музыкальный стиль Яманэ сочетает элементы традиций барокко, классической музыки, а также рока и испытал влияние как Иоганна Себастьяна Баха, так и Yellow Magic Orchestra. Яманэ наиболее известна своей работой в компании Konami, где она сочиняла музыку для игр серии Castlevania.
Митиру Яманэ проявила интерес к музыке в раннем возрасте, занимаясь на электрооргане и фортепиано. Яманэ изучала сочинение музыки в университете и начала работать композитором в Konami в 1988 году. Как участница кружка Konami Kukeiha Club, она сотрудничала с другими музыкантами над саундтреками ко многим играм от Konami. Её признание пришло с играми из серии Castlevania: Bloodlines (1994) и Symphony of the Night (1997).

## Ранние годы и обучение
Митиру Яманэ родилась в Японии, в префектуре Кагава 23 сентября 1963 года. Она начала изучать электроорган в возрасте примерно четырёх лет, используя Yamaha Electone, который был в семье. Также вскоре она начала изучать фортепиано. Яманэ нравилось играть популярные рок композиции на органе, но кроме того, во время изучения фортепиано у неё появился интерес и к классической музыке. Когда ей было примерно восемь лет, Яманэ начала сочинять свою музыку и к подростковому возрасту, она поняла, что хочет заниматься написанием песен для фильмов и рекламы или быть джазовой пианисткой. Яманэ поступила в высшую музыкальную школу, которая специализировалась на курсах фортепиано продвинутого уровня, и начала изучать гармонический ритм, контрапункт и теорию музыки. Примерно в это время, она начала играть в видеоигры в залах игровых автоматов. Яманэ решила не соревноваться с исполнителями-виртуозами в технике и вместо этого поступила в Университет Искусств Префектуры Айти, чтобы сосредоточиться на курсах по сочинению музыки, которые там предлагались. В университете она научилась писать музыку для больших оркестров и она защитила диплом по теме творчества немецкого композитора Иоганна Себастьяна Баха. В то же время, она продолжала играть в видеоигры на консоли Famicom у своих друзей.

## Карьера

### Konami
Яманэ начала работать в Konami в 1988 году, во время учёбы на четвёртом курсе университета. На тот момент у неё была лицензия на преподавательскую деятельность и она подрабатывала обучением, хотя считала что ей это не подходит. Яманэ подала резюме в Konami после того как узнала об открытой вакансии из университетского центра занятости и была принята на работу. Яманэ не думала о том, чтобы специально становиться композитором для видеоигр, хотя ей нравились как игры, так и музыка.
В Konami, Яманэ была участницей Konami Kukeiha Club, группой внутри компании, ответственной за звуковое сопровождение в проектах. Яманэ боялась, что ей придётся заниматься настройкой генераторов частотной модуляции, однако изначально она занималась только композиторской деятельностью. Позже в университете она познакомилась с компьютерными программами для написания музыки. Первой работой Яманэ в компании стало написание главной темы для игры King’s Valley II и Risa no Yōsei Densetsu (1988). Также она участвовала в музыкальном оформлении серии Track and Field, сочиняя некоторые джинглы, звучащие во время победы игрока. После этого, Яманэ работала над несколькими проектами для Game Boy, Famicom, MSX и аркадных автоматов. Многие из первых проектов, над которыми она работала, были в жанре Shoot ’em up, включая серию Nemesis и Detana!! TwinBee. Яманэ сравнивала синхронность звуков в шутерах с эффектами в анимационных фильмах студии Disney. Композитор считала, что эти игры были хорошим началом для работы со «звуком Konami» и помогли ей в её карьере. Изначально она думала, что доступность всего трёх звуковых каналов в Famicon была ограничивающим фактором для работы, учитывая её знания об оркестровой музыке, однако Яманэ со временем научилась работать в таких жёстких рамках. В частности, мотивацией для неё послужили «Инвенции и синфонии» Баха, которые также используют всего две или три одновременно звучащих ноты.
Первой работой Яманэ в качестве основного композитора стала игра Ganbare Goemon 2 (1989). В этом проекте она при поддержке старших звуковых инженеров научилась редактировать семплы для программируемого генератора звука. Хотя имя Яманэ указано в некоторых играх серии Contra, сама она не уверена, что писала музыку для них: по её воспоминаниям, она могла написать пару музыкальных треков, так как команда музыкантов была на тот момент очень занята множеством одновременных проектов. Кроме того, Яманэ работала над игрой Rocket Knight Adventures (1993) и её двумя сиквелами: она писала музыку для Sparkster и создавала звуковые эффекты для Sparkster: Rocket Knight Adventures 2 вместе с Акирой Ямаокой, который присоединился к Konami в тот момент.

### Castlevania
Яманэ наиболее известна своей работой над музыкальным сопровождением серии игр Castlevania. После того, как она перешла в офис Konami из Кобе в Токио, её начальник посчитал, что стиль Яманэ хорошо подойдёт для игры Castlevania: Bloodlines (1994), которая была в разработке на тот момент. Поскольку серия уже была популярной и известной своей хорошей музыкой, композитор испытывала давление, чтобы соответствовать заданной планке. Яманэ попросили написать музыку, которая бы основывалась на уже существующих мотивах из ранних игр и она посчитала, что есть связь между темой вампиров и классической музыкой с которой она начинала, поэтому композитор работала над тем, чтобы соединить её стиль классической музыки с мелодиями в жанре рока, которые были использованы в предыдущих частях серии. Издание GamesRadar посчитало Bloodlines её первой прорывной работой из игровых саундтреков.
Следующая игра в серии, Castlevania: Symphony of the Night (1997) разрабатывалась для консоли PlayStation. Художественный директор проекта, Осами Касай, попросил Яманэ присоединиться к команде. Так как приставка использовала CD-ROM в качестве носителя, то она могла воспроизводить намного более качественную музыку и звук. Яманэ почувствовала свободу для выражения, так как она больше не была связана с ограничениями чипов частотной модуляции и могла использовать реальные звуки. Источником вдохновения для Symphony of the Night послужил концепт-арт, созданный Аями Кодзимой. Для записи музыки, композитор использовала семплер Akai подключённый к компьютеру, на котором были запущены Logic Pro и Pro Tools. Саундтрек игры стал её первой попыткой использовать рок в видеоиграх и стал одной из её наиболее популярных работ. Кроме саундтрека, из-за недостатка сотрудников, Яманэ также создала все звуковые эффекты для игры.
После выпуска Symphony of the Night, Яманэ продолжила работать с Кодзи Игараси и командой Castlevania, оценивая художественный стиль и сценарий последующих игр. Следующими проектами Яманэ стали Lament of Innocence (2003) и Curse of Darkness (2005), которые требовали строго следовать сценарию для написания музыки. Кроме того, композитор также писала музыку для игра на Game Boy Advance и Nintendo DS, которые имели ограничения на количество звуковых каналов, как на старых домашних консолях. Яманэ расширила свои привычки по прослушиванию музыки, чтобы получать больше вдохновения и не допустить того, чтобы её музыка стала повторной. Для игры Portrait of Ruin (2006), она сотрудничала с Юдзо Косирой. Последней игрой из серии Castlevania для которой она написала музыкальное сопровождение стала Order of Ecclesia (2008), в которой она работала с Ясухиро Итихаси. Из всех своих работ для мобильных консолей, Яманэ называет любимыми Aria of Sorrow (2003), Portrait of Ruin, и Order of Ecclesia.
Во время работы над серией Castlevania, Яманэ также писала саундтреки и для других игр. Она работала над Suikoden III (2002) и Suikoden IV (2004), используя наработки Мики Хагасино из первых двух частей серии. После того, как в Konami пришёл Сута Фудзимори, Яманэ работала с ним вместе над проектами Gungage (1999) и Elder Gate (2000) совмещая её стиль классической симфонической музыки и его современную электронную музыку. Также она работала над серией Winning Eleven и The Sword of Etheria (2005).

### Фриланс
После написания музыки для более 40 игр Konami, в 2008 году Яманэ покинула компанию и стала фрилансером. Она решилась на это после того как завела питомца — кошку и у неё появилось желание притормозить её карьеру и начать работать из дома, чтобы у неё было больше свободы в выборе проектов, которыми бы она хотела заниматься и чтобы была возможность самой управлять своим временем. После того как Яманэ стала фрилансером, она продолжила создавать саундтреки для видеоигр, а также для фильмов, рекламы, телевидения и аниме, а также думала о создании сольного альбома. Играми, для которых она написала музыку в этот период включали в себя Otomedius Excellent (2011) и Skullgirls (2012). Хотя Яманэ больше не была сотрудницей Konami, она продолжала работать над музыкой для Castlevania. Также она создала саундтрек для игры Кодзи Игараси, Bloodstained: Ritual of the Night.
Яманэ иногда играет на концертах. Её первым живым выступлением было исполнение композиции из Symphony of the Night на Symphonic Game Music Concert в Лейпциге в 2006 году. После этого она записала несколько новых треков для сборника музыки по серии Castlevania и сыграла вживую на концерте Castlevania: The Concert в Стокгольме в 2010 году. В 2015 году она вместе с другими японскими композиторами выступила на концерте Game Sound Maniax в Китае.